# Tullio Tinti
Tullio Tinti (Brescia, 2 marzo 1958) è un procuratore sportivo ed ex calciatore italiano, di ruolo centrocampista.

## Carriera

### Giocatore
Centrocampista dotato di buona tecnica individuale, cresciuto nelle giovanili del Bologna, non riesce inizialmente ad affacciarsi in prima squadra, e viene quindi ripetutamente ceduto in prestito nelle serie minori. Nel 1980 passa, sempre in prestito, al Foggia, con cui disputa da titolare il campionato di Serie B 1980-1981, chiuso dai pugliesi a metà classifica.
A fine stagione torna a Bologna, riuscendo ad esordire in massima serie e disputando 9 partite dell'annata 1981-1982 (esordio il 25 ottobre 1981 in occasione del successo esterno sull'Avellino), che vede la prima retrocessione dei felsinei in Serie B. Prosegue quindi la carriera fra Serie C1 e Serie C2.
In carriera ha totalizzato complessivamente 9 presenze in Serie A e 32 presenze ed una rete in Serie B

### Procuratore
Cessata l'attività agonistica ha intrapreso quella di procuratore, assistendo fra gli altri calciatori quali Luca Toni, Simone e Filippo Inzaghi, Nicola Amoruso, Alessandro Matri, Andrea Ranocchia, Nicola Pozzi, Daniele Bonera, Alberto Paloschi, Angelo Palombo, Luciano Zauri, K'akhaber K'aladze e Nicola Sansone, Andrea Pirlo.